# Civilization II
A Sid Meier's Civilization II (rövid nevén Civilization II) egy körökre osztott stratégiai játék, a második a Civilization-sorozatban, amelyet a MicroProse fejlesztett és adott ki 1996-ban, majd később az Activision portolt PlayStation-re.
A játékosok egy primitív törzzsel kezdenek, amelyet a rivális társadalmak ellenében (melyeket a számítógép, illetve bizonyos változatokban emberi ellenfelek irányítanak) kell győzelemre vezetni, melyet vagy az összes többi civilizáció meghódítása, vagy az űrverseny megnyerése által érhet el.
A Civilization II sikeres játék volt, számos díjat és "Év Játéka" jelölést kapott. 2001-ig, amíg megjelent a Civilization III, körülbelül 3 millió példányt adtak el belőle.

## Játékmenet
A játék egy körökre osztott stratégia, amelyben az emberi civilizáció történelmi fejlődését lehet figyelemmel kísérni. A játékos a játék elején választhat egyet a 21 civilizáció közül, vagy elkészítheti a sajátját. A számítógép a többi civilizáció közül választ és ezekkel játszik a játékos ellen. A többjátékos kiegészítő megjelenéséig csak egyjátékos módban lehetett játszani.
A játéktér egy térkép, amely mezőkre van felosztva. Lehetséges véletlenszerűen generálni a pályát, de lehet egyet választani az előre elkészítettek közül is. A játéktér egyes mezőin különféle terepviszonyok, ásványkincsek vagy fejlesztések (pl. ültetvény vagy út) találhatóak. A játék Kr. e. 4000-ben indul, jellemzően egy egységgel, amely egy telepes, amellyel az első városunkat alapíthatjuk meg. A térkép jelentős része ismeretlen a játék elején, leszámítva a közvetlen közelünket, ezért a felfedezés ebben a fázisban kiemelkedő fontosságú.
A városok egy mezőt foglalnak el a térképen és a közvetlen közelükben lévő mezők javai által fejlődnek. Ez lehet élelem, termelés és kereskedelem. Az egyes városok építhetnek egységeket, épületeket, illetve csodákat. Általában addig tart a terjeszkedés, amíg vannak üres mezők a térképen. Az egyes egységek mozogni is képesek a térképen, mégpedig típusuktól függően. Egy egység egy mezőt foglal el, és körönként mozoghat. A legtöbbel támadni is lehet, csak elenyésző hányaduk nem harci egység.
Ha a civilizációk kapcsolatba lépnek egymással, megkezdődik közöttük a diplomácia. Háború során meghódíthatóak a rivális nemzetek. Ha egy civilizáció összes városát elfoglalták, akkor az kiesik a játékból. A háborúkat békés módon is be lehet fejezni.
A kutatás-fejlesztés a játék sarkalatos pontja. Eleinte ugyanis korlátozott technológiával kezd a játékos, azokat egy tech-fa segítségével kell kifejlesztenie. Az egyes fejlesztések korokhoz kapcsolódóak, ha minden fontosabb fejlesztést elértünk, akkor egy új korba lép a játék.
Háromféleképpen lehet elérni a végső győzelmet: vagy katonai hódítással, vagy az űrverseny megnyerésével, vagy egyszerűen csak úgy, hogy túlélünk egészen 2020-ig, amikor a játék véget ér. A játék végén a program egy pontszámot generál, ez a végső eredményünk.
A játék támogatja a modok használatát is, amelyekkel a grafikán és a játékmechanizmusokon is lehet állítani. Lehetséges előre legyártott "scenario"-k használata, amelyekkel történelmi vagy fiktív események bekövetkezését lehet beállítani.
A Civilization II az első részhez képest több egységet, civilizációt, csodát, technológiát, és különleges mezőt tartalmaz. Új elemként került be a hírnév a diplomáciába, valamint a termelésnél az erőforrás-pazarlás. Az új grafikus motor immár izometrikus nézőpontból mutatta a térképet, nem fentről. A finomhangolás során elsődleges szempont volt, hogy ne a katonai győzelem legyen a legkézenfekvőbb, hanem a diplomácia és a kereskedelem is legyen legalább annyira hatékony.
A játék eredetileg Windows 3.1 alá készült, a később megjelent Multiplayer Gold Edition azonban már csak a Windows 95-öt támogatta.

## Fejlesztése
A játékot Brian Reynolds, Douglas Caspian-Kaufman és Jeff Briggs tervezték. A Civilization sikere után a játék fejlesztését évekig titokban tartották. Hivatalosan már csak akkor jelentették be, amikor a finomhangolás és a játékegyensúly beállítása maradt csak hátra. Eredeti munkacímén Civilization 2000 volt a program címe. Sid Meier közvetetten vett részt a fejlesztésben, az ötletelések során. A fejlesztés során jelent meg a Doom, ami aktívan támogatta a modokat, ezért bekerült ezek támogatása a Civilization II-be, annak ellenére is, hogy Sid Meier tartott tőle, hogy a gyenge minőségű módosítások miatt a fejlesztőket fogják támadni.

## Megjelenése
A játék 1998. december 9-én újra megjelent, Civilization II: Multiplayer Gold Edition néven. Ebben helyet kapott az alapjáték, az időközben megjelent két kiegészítő, és a többjátékos üzemmód. Megszűnt viszont a Windows 3.1 támogatás. Ez a változat került be a 2006-os Civilization Chronicles gyűjteménybe is.
Két kiegészítő készült a játékhoz. Az első a "Conflicts in Civilization" volt, 20 új scenarióval, amelyből 12-t a játék fejlesztői készítettek, nyolcat pedig a rajongók. Kibővítették a szkriptelés lehetőségét is az ahhoz használt makronyelv továbbfejlesztésével, amit a gyakorlatban nem igazán használtak ki. Egy programhiba miatt az Encarta-stílusú Civilopédiát letiltották. A második kiegészítő volt a "Fantastic Worlds", amelyet egy névjogi vita miatt egyes országokban nem Civilization II, hanem Civ II néven forgalmaztak. Új scenariók kerültek be a játékba, köztük sci-fi és fantasy alapúak, melyek a MicroProse más játékaiból (X-COM, Master of Orion, Master of Magic) is merítettek. Új scenarioszerkesztő is mellékelve lett a játékhoz, amellyel már az egyes egységek ikonjai és tulajdonságai is változtathatóak lettek valamint események bekövetkezése is szkriptelhető lett.
1999-ben Civilization II: Test of Time címmel a játék remake-et kapott. Új színpalettát és interfészt készítettek hozzá, az egységek animáltak lettek, új kampányok kerültek be, valamint a korábban megjelent Sid Meier's Alpha Centauri is játszhatóvá vált.